# اچ. کوئلر استیتس (تگزاس)
اچ. کوئلر استیتس (به انگلیسی: H. Cuellar Estates) یک منطقهٔ مسکونی در ایالات متحده آمریکا است که در شهرستان استار، تگزاس واقع شده‌است. ایچ. کوئلر استیتس ۲۰ نفر جمعیت دارد.